# Martin Haselböck
Martin Haselböck, né le 23 novembre 1954 à Vienne, est un organiste autrichien.

## Carrière
Il fait des études musicales  à Vienne et à Paris (orgue, clavecin, composition musicale) avec son père Hans Haselböck, Michael Radulescu, Friedrich Cerha, Anton Heiller et Jean Langlais. Il remporte les premiers prix au concours international d'orgue et au concours international d'improvisation de Vienne (Autriche). Il est organiste titulaire de la Hofkapelle et de l'Augustiner Kirche de Vienne. Depuis 1986, il enseigne à la Musikhochschule de Vienne et celle de Lübeck et dirige la Wiener klassische Akademie, ensemble baroque sur instruments anciens.
Il a enregistré l'intégrale des œuvres pour orgue de Franz Liszt et Johann Sebastian Bach.

## Discographie
- Joseph Haydn Messes avec solo d'orgue Hob.XXII.4, Hob.XXII.7 avec l'Orchestre symphonique de Vienne dirigé par Christian Harrer Philips
- Camille Saint-Saëns, Oratorio de Noël, Greek Radio and television Choir et La Camerata, dir. Alexandra Murat. CD Dom 1997

## Source
- Alain Pâris, Dictionnaire des interprètes, Bouquins/Laffont 1989, p.446